# Нэш, Энтони
Энтони Джеймс Диллон Нэш (англ. Anthony Nash, 18 марта 1936, Амершам, Бакингемшир — 17 марта 2022) — британский бобслеист, пилот, выступавший за сборную Великобритании в 1960-е годы. Участник двух зимних Олимпийских игр, обладатель золотой медали Инсбрука, чемпион мира.

## Биография
Энтони Нэш родился 18 марта 1936 года в городе Амершам, графство Бакингемшир. Руководил семейным инженерным бюро, в 1961 году познакомился с бобслеистом-разгоняющим Робином Диксоном, после чего начал конструировать сани для бобслея и серьёзно занялся этим видом спорта, присоединившись к сборной Великобритании в качестве пилота. Уже в 1963 году они с Диксоном взяли бронзу на чемпионате мира в австрийском Игльсе, благодаря чему удостоились права защищать честь страны на Олимпийских играх 1964 года в Инсбруке, где со своим двухместным экипажем завоевали золотую медаль. За эту победу награждён орденом Британской империи. Кроме того, его команда боролась здесь за место на подиуме в программе четырёхместных экипажей, но по итогам всех заездов оказалась лишь на двенадцатой позиции.
В 1965 году на мировом первенстве в швейцарском Санкт-Морице Нэш выиграл золотую награду, приехав первым в двойках, годом спустя в Кортина-д’Ампеццо финишировал третьим и получил бронзу. Став одним из лидеров британской сборной, ездил соревноваться на Олимпийские игры 1968 года в Гренобль, ставил перед собой самые высокие цели, но так и не смог добраться до призовых мест, показав пятое время в двойках и лишь восьмое в четвёрках. На тот момент ему шёл уже 32 год, а конкуренция в сборной сильно возросла, поэтому вскоре Энтони Нэш принял решение завершить карьеру профессионального спортсмена, уступив место молодым британским бобслеистам. За свои спортивные достижения вместе с Диксоном занесён в Британский бобслейный зал славы, также их именами назван один из поворотов трассы в Санкт-Морице, где они тренировались и стали чемпионами мира.